# 瓦尔普拉托-索阿纳
瓦尔普拉托-索阿纳（義大利語：Valprato Soana），是意大利皮埃蒙特大区都靈廣域市的一个市镇。总面积70平方公里，人口119人，人口密度1.7人/平方公里（2009年）。ISTAT代码为001288。

## 友好城市
- 法國 蒂埃